# Generalist
Generalist (allsidiga kunskaper) är ett begrepp för en person med kunskaper som spänner över många olika områden, det vill säga breda allmänna kunskaper, i motsats till specialist.
Egenskaper hos en generalist är att tänka abstrakt och hantera oförutsägbara situationer.
Generalistens kompetens byggs med en bred bas uppåt, medan specialisten fokuserar på en samlad och smal hög nivå.
Inom IT där olika tekniska lösningar ska integreras med varandra, kan generalistens kompetens ge en större översikt och förståelse, jämfört med specialisten.

## Generalist inom biologi
Inom biologin betecknar en generalist en organism som har en "bred" anpassning till sin omgivning. Det kan exempelvis avse födoval, biotopval eller val av boplats. Motsatsen, organismer som bara kan leva inom snäva livsramar, kallas specialister.